# Tallium-nitrát
A tallium-nitrát szervetlen vegyület, a salétromsav talliumsója. Képlete TlNO3.

## Előállítása
Tallium(I)-jodid és salétromsav reakciójával állítható elő.

## Tulajdonságai
Nedvességre érzékeny, nedvszívó, szagtalan, szilárd anyag. Oxidálószer. Hevítve nitrogén-oxidokra és tallium-oxidra bomlik. Vízben oldódik, oldhatósága rendkívüli mértékben nő a hőmérséklettel.

## Felhasználása
Száloptikai lencsék előállításánál alkalmazzák adalékanyagként.

## Fordítás
Ez a szócikk részben vagy egészben  a   Thallium(I)-nitrat című német Wikipédia-szócikk ezen változatának fordításán alapul.  Az eredeti cikk szerkesztőit annak laptörténete sorolja fel. Ez a jelzés csupán a megfogalmazás eredetét és a szerzői jogokat jelzi, nem szolgál a cikkben szereplő információk forrásmegjelöléseként.